# دایهاتسو موو
دایهاتسو موو (Daihatsu Move) خودرویی است که از سال ۱۹۹۵–کنون توسط شرکت دایهاتسو تولید شده‌است.
این خودرو در کلاس خودرو کی قرار گرفته، طول آن در حالت طبیعی ۳٬۳۱۰ میلیمتر (۱۳۰٫۳ اینچ)، عرض آن در حالت طبیعی ۱٬۴۰۰ میلیمتر (۵۵٫۱ اینچ) و ارتفاع آن در حالت طبیعی ۱٬۷۷۰ میلیمتر (۶۹٫۷ اینچ) و وزن آن در حالت طبیعی ۷۲۰ کیلوگرم (۱٬۵۸۷ پوند) است.
موتور آن ۶۶۰ سی‌سی سیستم جعبه‌دندهٔ آن ۵ دنده به دو صورت خودکار و دستی است.
در مالزی خودروی پروجه کناری بر پایه این مدل تولید می‌شود.

## نگارخانه

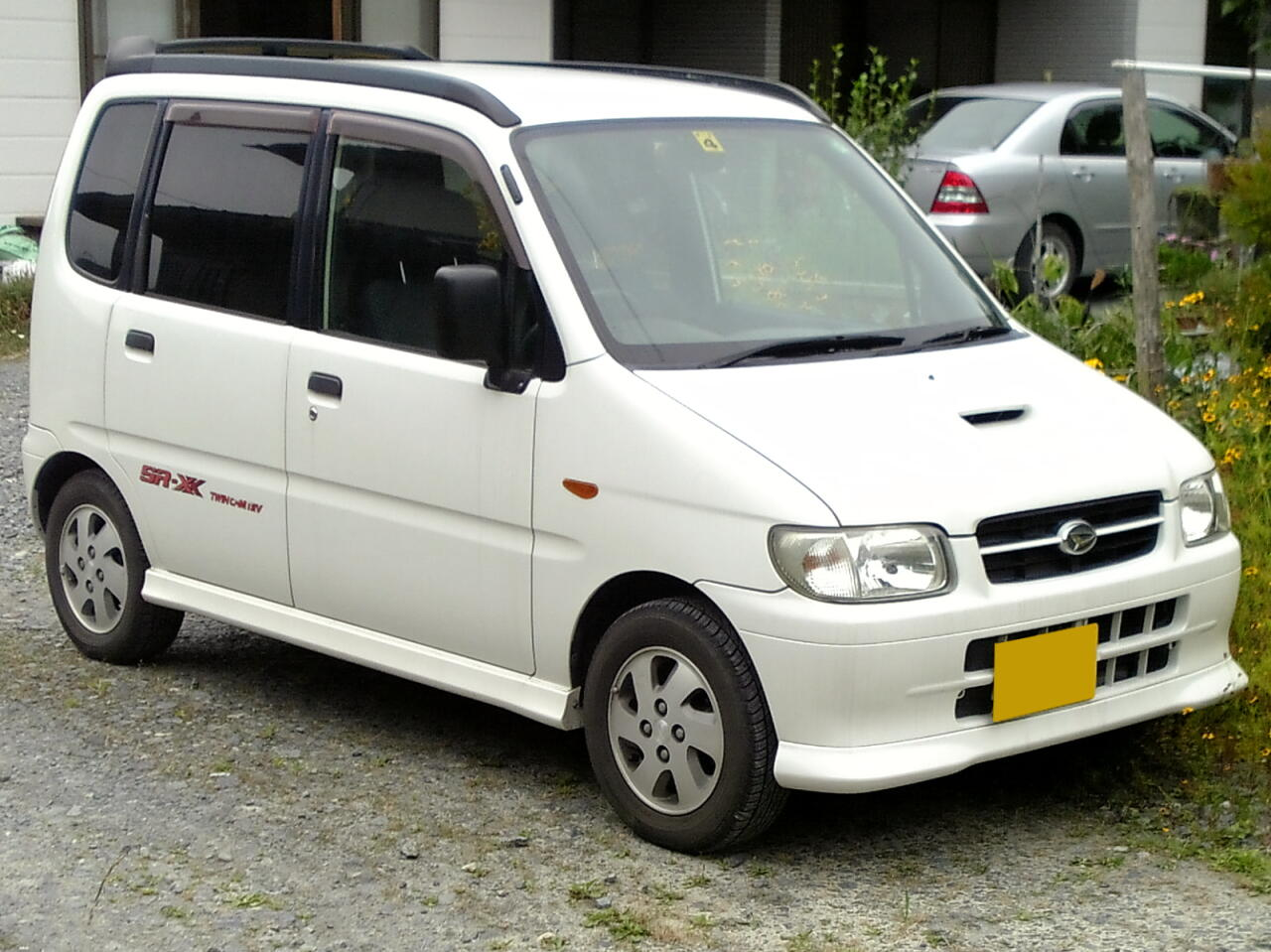
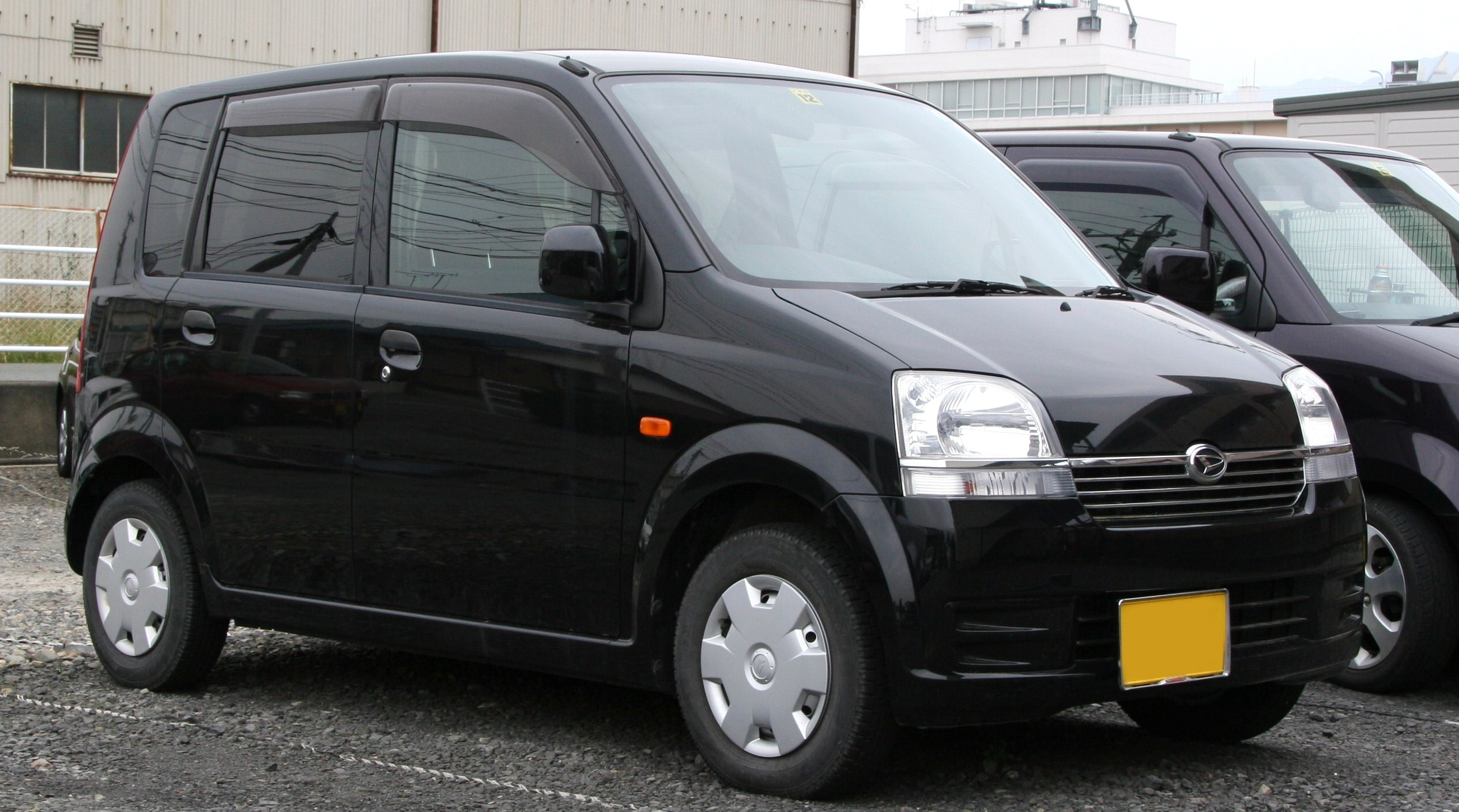
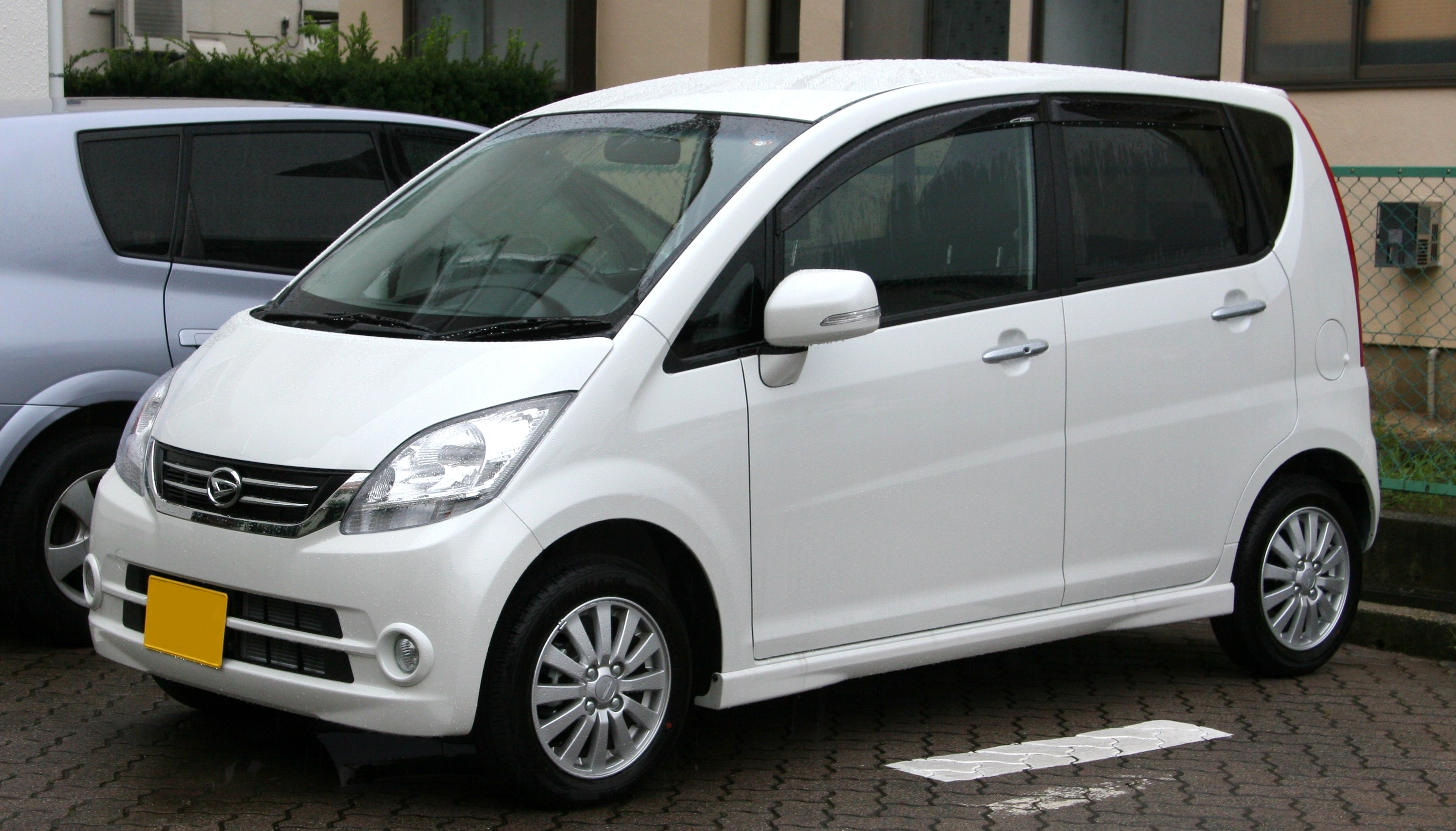